# Wilhelm Uebler

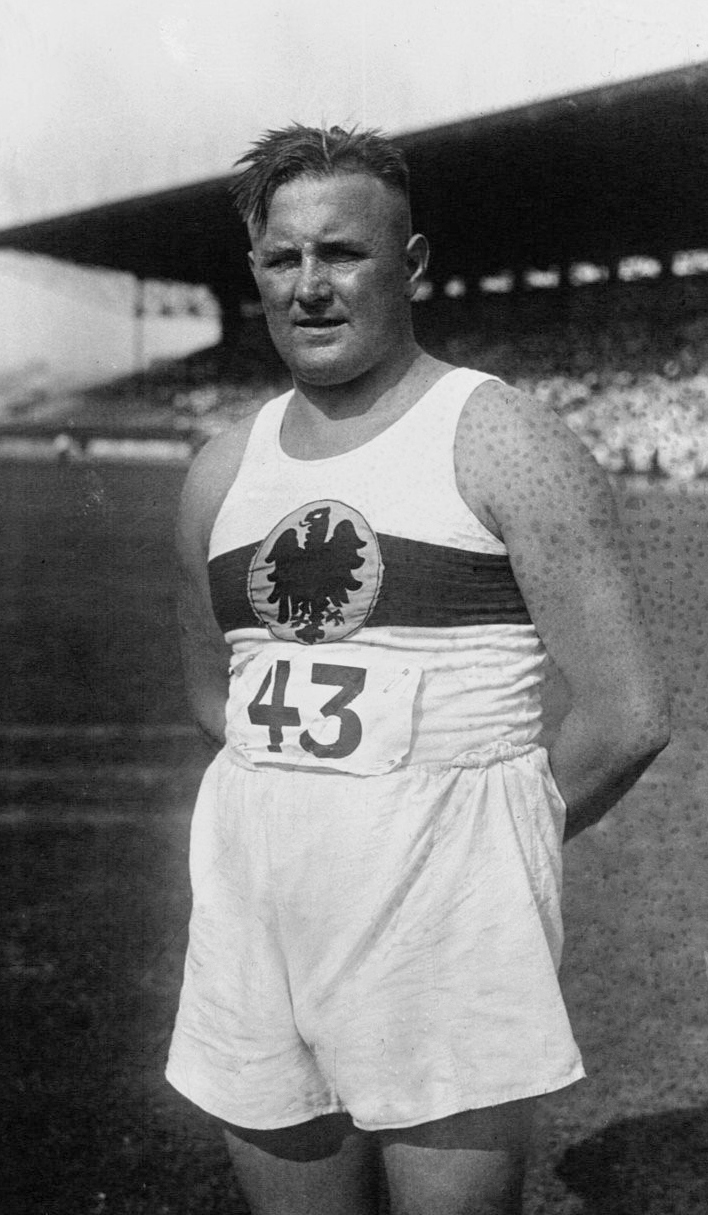
Wilhelm Uebler 1929 im Stade de Colombes

Wilhelm Uebler (* 28. Februar 1899 in Pleinfeld; † 13. Februar 1968 in Fürth) war ein deutscher Kugelstoßer. 

## Leben
Uebler wurde 1899 im mittelfränkischen Pleinfeld geboren. Er nahm bei den Olympischen Sommerspielen 1928 in Amsterdam teil und belegte am 29. Juli mit einer Weite von 14,69 Metern den sechsten Platz. Für den TV 1860 Fürth gewann er jeweils Silber bei den Deutschen Leichtathletik-Meisterschaften der Jahre 1928, 1929 und 1930. 1968 starb Uebler in Fürth wenige Tage vor seinem Geburtstag im Alter von 68 Jahren.